# Acroneuria frisoni
Acroneuria frisoni és una espècie d'insecte plecòpter pertanyent a la família dels pèrlids.

## Distribució geogràfica
Es troba a Nord-amèrica: el Canadà (Ontario) i els Estats Units (Alabama, Arkansas, Illinois, Indiana, Kansas, Kentucky, Maryland, Massachusetts, Michigan, Missouri, Carolina del Nord, Ohio, Oklahoma, Texas, Pennsilvània, Tennessee, Virgínia i Virgínia Occidental).

## Estat de conservació
És una espècie molt amenaçada, la qual, per exemple, ha experimentat una pèrdua del 98% de la seua distribució geogràfica a Illinois com a resultat de les transformacions agrícoles, la urbanització i l'ús indiscriminat de pesticides.